# Железнодорожная катастрофа в Клейтонском тоннеле
Железнодорожная катастрофа в Клейтонском тоннеле произошла в воскресенье, 25 августа 1861 года, в 8 км от Брайтона на южном побережье Англии. На тот момент происшествие стало самым крупным в Великобритании по числу жертв: при столкновении двух поездов в тоннеле погибло 23 и было ранено 176 пассажиров.
Три поезда, следовавших из Брайтона на север, покинули станцию с интервалом в несколько минут. На южном входе в Клейтонский тоннель автоматический семафор остался в открытом положении после прохождения первого поезда. Сигналист на южном конце тоннеля с опозданием подал сигнал опасности, пытаясь остановить следующий поезд, и решил, что машинист его не увидел. Однако машинист второго поезда заметил сигнал и остановил поезд в тоннеле. С дежурного поста на северном конце тоннеля пришло телеграфное сообщение «линия свободна», которое сигналист на южном конце интерпретировал неправильно: сообщение относилось к первому поезду, а было воспринято как относящееся ко второму. Когда подошёл третий поезд, сигналист пропустил его в тоннель.

## Катастрофа
Сигналист Генри Киллик (англ. Henry Killick) находился на дежурном посту недалеко от южного входа в Клейтонский тоннель. Он отвечал за семафор, связанный с сигнализатором, и указательный телеграф. Киллик управлял семафором с помощью колеса в кабине, и обычно семафор находился в запрещающем положении, если не был принудительно установлен в открытое для пропуска поезда в тоннель. Когда поезд проезжал мимо семафора, тот автоматически возвращался в запрещающее положение, а если этого не происходило, звучал сигнал тревоги. Телеграф был соединён с постом на северном входе в тоннель. Когда сигналист на южном посте нажимал и удерживал переключатель, сигналист на северном посту получал сигнал «поезд в тоннеле». В противном случае стрелка телеграфа оставалась в вертикальном положении.
За исключением Клейтонского тоннеля, линия работала по системе временных интервалов, согласно которой поезда на одном и том же пути разделяли не менее 5 минут. Несмотря на это, три поезда покинули Брайтон в течение 7 минут:
- Портсмутский чартер отправился в 8:28.
- Брайтонский чартер отправился в 8.31.
- Регулярный поезд Брайтон — Виктория отправился в 8:35.

У южного входа в Клейтонский тоннель проследовал на сигналу «открыто», но на посту прозвенел звонок, предупреждавший сигналиста, что семафор не вернулся в закрытое положение. Киллик передал сообщение «поезд в тоннеле» Брауну, находившемуся на северном посту, но не успел вручную закрыть семафор, чтобы остановить второй поезд, который проследовал мимо поста и вошёл в тоннель. Он отставал от первого всего на 3 минуты, поэтому существовала опасность, что он догонит идущий впереди состав. Поскольку первый поезд всё ещё находился в тоннеле, Киллик выскочил из будки, размахивая красным флагом, чтобы остановить второй поезд. Однако он не мог быть уверен, что машинист увидел флаг. Он телеграфировал Брауну на северный пост: «Тоннель свободен?».
В этот момент из тоннеля выехал первый поезд, поэтому Браун передал Киллику ответ: «Тоннель свободен». К сожалению, Киллик подумал, что Браун имел в виду второй поезд, а не первый. Помимо этого, машинист второго поезда заметил красный флаг. Он остановил свой поезд примерно в 800 м от входа в тоннель и начал движение обратным ходом.
Тем временем Киллик увидел приближающийся третий поезд, который остановился по его сигналу. Но, думая, что тоннель свободен, он разрешил движение дальше. Второй и третий составы с большой силой столкнулись в тоннеле. Второй поезд толкнуло вперёд, при этом локомотив третьего поезда разбил тормозной вагон и врезался в последний пассажирский вагон. Далее паровоз пробил крышу вагона и, прежде чем остановиться, ударился трубой о свод тоннеля. Многие из 23 погибших находились в последнем пассажирском вагоне, они получили ожоги от огня и пара из разбитого локомотива. Тела нескольких жертв временно хранились в подвале отеля Хассокса.
Дознание по факту гибели 23 человек велось девять дней и проводилось в ратуше Брайтона. Присяжные пришли к заключению, что Чарльз Легг, помощник начальника станции Брайтон, виновен в непредумышленном убийстве по причине халатности при отправлении трёх поездов со слишком малым интервалом, что противоречило правилам компании. Жюри не обнаружило признаков халатности ни со стороны сигналиста Киллика, ни со стороны сигналиста Брауна. Легг предстал перед судом по обвинению в непредумышленном убийстве, но был оправдан.

## Причины
Катастрофа раскрыла проблему малого интервала между поездами, из-за которого работники железной дороги не успевали оценить ситуацию и обеспечить безопасность. Простая ошибка коммуникации между двумя постами привела к хаосу, хотя свою роль сыграли и конструкция телеграфа, который не передавал сообщения без постоянного нажатия на переключатель, и семафор, не вернувшийся в закрытое положение после прохождения поезда. Катастрофа подтолкнула к переходу на систему блокировки вместо системы временных интервалов.
При расследовании происшествия также выяснилось, что сигналист Киллик в тот день отрабатывал непрерывную 24-часовую смену, а не обычные 18 часов, чтобы получить полный выходной. В своем отчёте об аварии капитан Тайлер заявил, что «позорно, что человека, занимающего столь ответственную должность,.. заставляют работать двадцать четыре часа подряд, чтобы заработать один день отдыха в неделю».
Чарльз Диккенс, возможно, использовал этот случай при создании рассказа «Сигнальный сторож», в том числе упомянув звонок и телеграф, а также добавив описания других происшествий. Писатель сам попал в крушение в Стейплхерсте, и, возможно, это вдохновило его на написание истории о привидениях. Она была опубликована в декабре 1866 года, и читатели, вероятно, ещё помнили катастрофу в Клейтонском тоннеле.

## Схожие происшествия
Катастрофа была не единственным случаем, когда сигналист забыл или ошибся относительно присутствия поезда в тоннеле. Среди схожих происшествий:
- Крушение в Велвинском тоннеле[англ.] (1866)
- Крушение в Тирске[англ.] (1892)
- Железнодорожная катастрофа у Хоуз-Джанкшен[англ.] — сигналист забыл о присутствии на линии легких локомотивов (1910)
- Железнодорожная катастрофа в Квинтинсхилле — сигналист забыл о поезде на линии (1915)
- Уинвикская катастрофа[англ.] (1934)

### Комментарии
1. ↑  Рассказ «Сигнальный сторож» (англ. The Signal-Man) входит в сборник «Станция Мегби» (англ. Mugby Junction).

## Ссылка
- Описание катастрофы
- Отчет железнодорожной инспекции